# مسابقات ورزش‌های آبی اروپا ۱۹۴۷
مسابقات ورزش‌های آبی اروپا ۱۹۴۷ از ۲۰ تا ۲۷ آگوست ۱۹۴۷ در شهر مونت‌کارلو، موناکو برگزار شده است.

## جدول مدال‌ها
| رتبه  | کشور           | طلا | نقره | برنز | مجموع |
| ۱     | فرانسه         | ۶   | ۱    | ۱    | ۸     |
| ۲     | دانمارک        | ۵   | ۰    | ۱    | ۶     |
| ۳     | مجارستان       | ۱   | ۵    | ۴    | ۱۰    |
| ۴     | سوئد           | ۱   | ۴    | ۰    | ۵     |
| ۵     | بریتانیای کبیر | ۱   | ۲    | ۲    | ۵     |
| ۵     | هلند           | ۱   | ۲    | ۲    | ۵     |
| ۷     | ایتالیا        | ۱   | ۰    | ۰    | ۱     |
| ۸     | اتریش          | ۰   | ۱    | ۱    | ۲     |
| ۸     | یوگسلاوی       | ۰   | ۱    | ۱    | ۲     |
| ۱۰    | چکسلواکی       | ۰   | ۰    | ۲    | ۲     |
| ۱۰    | بلژیک          | ۰   | ۰    | ۲    | ۲     |
| مجموع | مجموع          | ۱۶  | ۱۶   | ۱۶   | ۴۸    |